# Spezialmaschinenbau Gebrüder Röber (Wutha)

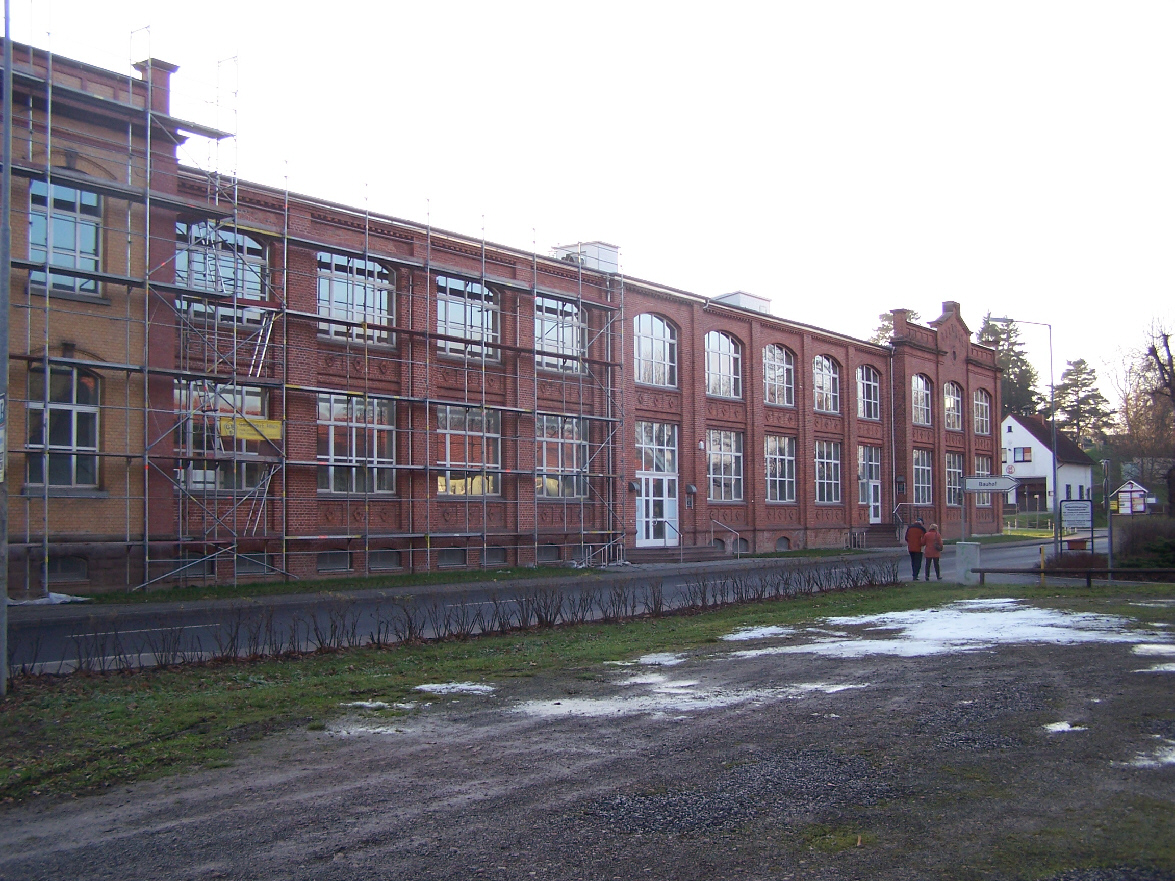
Hauptgebäude der 2. Röberschen Fabrik (2008)

Der Betrieb Spezialmaschinenbau Gebrüder Röber (Wutha) war ein 1852 in Wutha-Farnroda gegründetes Familienunternehmen, welches sich früh auf die Herstellung landwirtschaftlicher Maschinen und Saatgutreinigungsanlagen spezialisiert hatte.  Die Firma bestand bis 1948 am Hauptsitz in Wutha-Farnroda. Rechtsnachfolger wurde in der DDR  die Firma Petkus Landmaschinenwerk Wutha.

## Geschichte

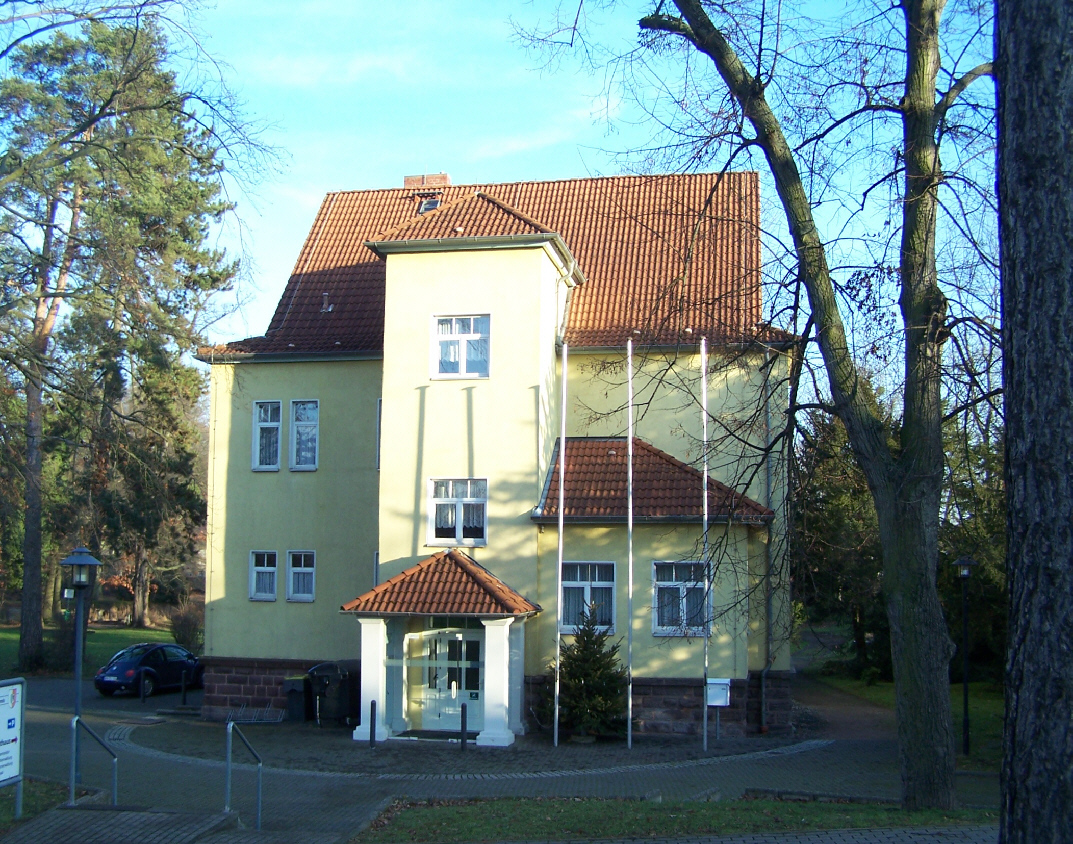
Fabrikanten-Villa

Ursprung des Betriebes ist die 1852 in Eichrodt bei Eisenach als Schmiede und  Landmaschinenwerkstatt gegründete Firma des Christian Friedrich Röber, in der bereits ab 1866 handbetriebene Häckselwerke, Rübenschneider und einfache Saatgutaufbereitungsmaschinen produziert wurden.
Bis 1874 konnte Röber ein eigenes Kraftwerk am Erbstrom errichten: die im Maschinensaal aufgereihten Werkzeugmaschinen wurden über eine Transmission aus  Flachriemen mit dem Wasserrad verbunden. Nun konnte er die erste, noch auf Kredit finanzierte Fabrikerweiterung vornehmen. Die beiden Söhne Rudolf und Carl absolvierten in dieser Zeit ihre technische Ausbildung im Maschinenbau und erwarben durch Auslandstätigkeiten in Ipswitch (England) und in der Schweiz wichtige Spezialkenntnisse für landwirtschaftliche Maschinenbautechnik.
Unter dem Handelsnamen C.F. Röber  Söhne vergrößerten beide Söhne das Werkssortiment und warben erfolgreich auf allen europäischen Landwirtschafts-Messen, wodurch sie einen internationalen Bekanntheitsgrad erhielten. Mit fortschrittlichen Marketing-Ideen wurden werkseigene Handelsvertreter geschult, Modell- und Vorführgeräte wurden für Werbeveranstaltungen entwickelt. Somit wurde die Firma Röber zu einer der erfolgreichsten Spezialfirmen für Saatgutreinigungstechnik. Zum Schutz der eigenen Entwicklungen wurden weltweit Patente eingetragen. 1902 wurde erneut ein Werksneubau vorgenommen und eine 50-PS-Dampfmaschine als Antriebsquelle der Bearbeitungsmaschinen aufgestellt. Bereits 1880 erhielt das Firmengelände einen Gleisanschluss, so konnte der Versand der meist sperrigen Maschinenteile vereinfacht werden. Nach dem Ersten Weltkrieg stieg die Belegschaft auf 280 Mitarbeiter.  Durch die Einführung der Elektrischen Werkzeugmaschinen konnte die Saatgutreinigungstechnik nochmals verbessert werden.
Während des  Zweiten Weltkriegs  wurde ein Teil der Maschinen zur Rüstungsgüterproduktion umgewidmet, im Werk mussten Zwangsarbeiter die fehlenden Mitarbeiter kompensieren.